# 清掃の制
清掃の制（せいそうのせい）とは、平安時代の弘仁10年11月5日（819年11月25日）付の太政官符（『類聚三代格』巻十六、道橋事所収）に基づいて導入された制度で、官司（役所）や皇親・貴族に庁舎や邸宅の周囲の清掃を命じた法令である。
天皇の住む都（京）は、天皇の権威を示す場と考えられ、常に清浄であることが求められた　。
ところが、平安京に遷都してからしばらく経ったころから住民、特に官司や皇親・貴族などの有力者の家では、勝手に垣を壊して道路脇にある溝から水を引いたり、溝を塞いで道路に水を溢れさせることが問題になっていた。ただし、溝から水を引くだけであれば問題とはされていなかったため（後述）、本当に問題になっていたのは引き入れた水が生活排水（大便・小便なども含む）を外に出す行為であったと推測されている。
そのため、朝廷では弘仁6年2月9日（815年3月23日）に太政官符を出して、官司や皇親・貴族たちに自己の敷地の周囲の溝の修繕を行って汚水を道路に溢れさせないこと、外から溝の流水を敷地内に水を引くことは認めるが、排出する際は穴ごとに樋を置いて排出させることを命じ、守られない場合には官司の主典以上や諸家（皇親・貴族）の家司の禄を奪って考（勤務評価）を貶し、雑色・番上以下に対しては贖罪を認めずに笞罪50を課すことを京職に命じた。
しかし、それでも効果が出なかったために、弘仁10年11月になって改めて太政官符を出して、官司や皇親・貴族に対して周囲の道路や溝の清掃を義務として課すことになっていたのである。
実際にこれを取り締まる役目を担ったのは京職の下にある坊令や坊長であるが、坊令は正八位以下を原則とし、坊長は白丁（無位）が就く職（戸令）であったことから、官司や皇親・貴族は権勢を背景として命令に対捍したために坊令達は何も対応が出来ず、更に弾正台はこれを坊令や坊長の職務怠慢として処罰したために坊令や坊長になる人間がいなくなってしまい、町の衛生状態を悪化させるだけでなく、行政の運営にも支障を来すようになった。
このため、坊長に代わって保長を設置して家司などをこれに任じることで、都市行政の末端に皇親や貴族を巻き込む制度改革を行ったり、坊長を雇役として道路や溝の清掃を一種の「行政サービス」化させることで官司や皇親・貴族の負担を軽減することで問題の解決が図られるようになった。